# Ljuskälla
Ljuskälla är ett objekt eller en yta som utstrålar ljus, exempelvis solen, lampor, stearinljus med mera.  Ljuset kan vara alstrat i ljuskällan eller reflekterat från ljuskällan (till exempel månen). Även ett fönster som släpper in dagsljus i ett rum fungerar som ljuskälla för rummet. Ljuskällor förekommer som komponenter i belysningsarmatur.

## Historia
Sedan 1802 då Sir Humphry Davy för första gången presenterade den elektriska ljusbågen har utvecklingen på detta område varit intensiv. En fundamental drivkraft som ända sedan dess gått ut på att skapa allt effektivare ljuskällor.
Till en början fick man först komma till insikt om att ljusbågen ute i fria luften skulle kapslas in tillsammans med någon mindre elektrodnedbrytande gas än syre. Dessutom skulle ljuskällans effektivitet öka visade det sig. Så tillsammans i en glasbehållare placerade man elektroderna ihop med olika ädelgaser som neon, argon, krypton och xenon. Även kolmonoxid användes eftersom den ger vitt ljus.
Nästa stora steg i utvecklingen var metallförångningen som åstadkoms genom att låta olika metaller förångas i urladdningsrör. Hettan från gasen förångar en del av metallen som börjar lysa. Natrium och kvicksilver kom att bli de vanligaste tack vare sin förmåga att generera synligt ljus.
Tvåhundra år av utveckling och tester med olika metaller och blandningar i ljusbågen och med kemister som sökte finna lösningar på nedsvärtningen av glasets insida har idag lett oss fram till ljuskällor som saknar elektroder och tänds genom mikrovågor eller radiovågor. Dessutom har ljuskällor som till lägre effekter ger betydligt mycket mer ljus, ett ljus av mycket hög kvalitet.

## Elektriska ljuskällor

### Blandljuslampa
Se vidare Blandljuslampa.

### Blixtlampa
Se vidare Blixtlampa.

### Glödlampa
- Metalltrådslampa

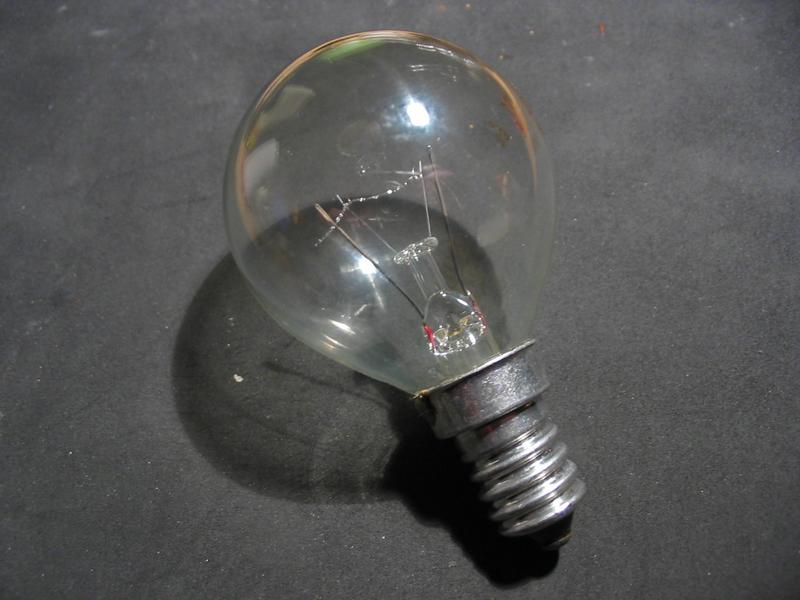
Volframlampa

Den traditionellt vanligaste typen av lampa. Ljuset skapas av en glödande tråd, vanligen gjord av volfram.
Se vidare volframlampa och glödlampa.
- Koltrådsljuskälla

Ljuset alstras genom en glödande tråd, som är gjord av kol. Denna typ av glödlampa var den första, men har numera nästan helt ersatts av volframlampa, som ger ett starkare ljus.
- Koltrådslampor används numera nästan enbart för dekorativa ändamål, där det inte är ljusstyrkan som är det viktiga, utan den "varma" rödgula färgen på ljuset.
- Ibland drar man nytta av den låga verkningsgraden som medför betydande värmeutveckling, exempelvis i så kallade kycklingmödrar.
- På grund av den relativt låga reaktansen i koltråden kan lampan användas som en billig och självindikerande konstlast (konstantenn) till radiosändare.

Se vidare koltrådslampa.

### Lysrör
Lysrör är en typ av ljuskälla som blivit vanlig på grund av sitt starka ljus och låga elförbrukning. Lysrör är vanligen långa gasfyllda rör. 
Se vidare lysrör.

### Båglampa
Båglampa är en av de äldsta typerna av elektrisk belysning.

### Lågenergiljuskälla

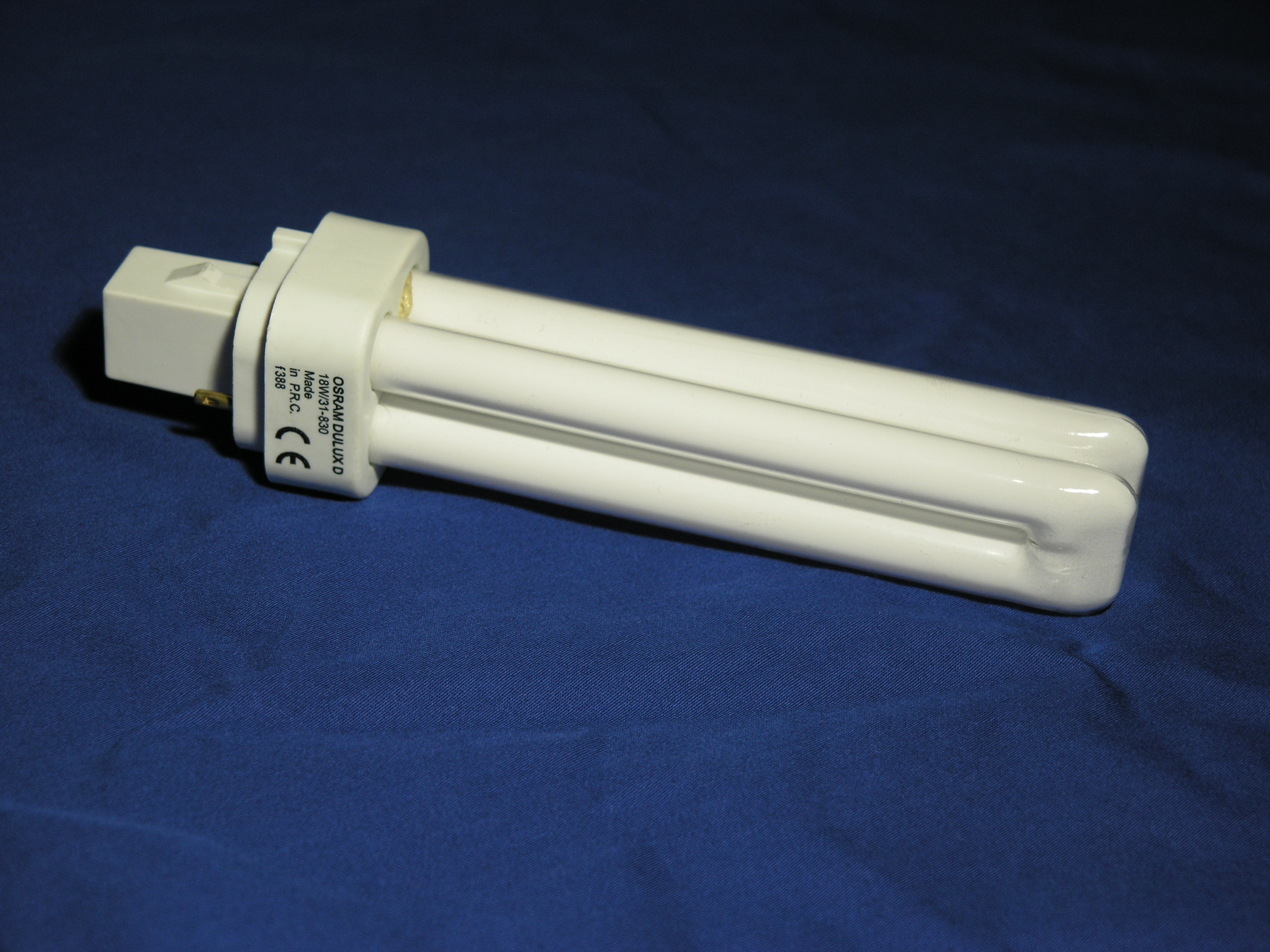
Kompaktlysrör

Lågenergilampor använder samma teknik som lysrör, men formen har anpassats för att få plats i vanliga armaturer. 
Se vidare Lågenergilampa.

### Halogenljuskälla

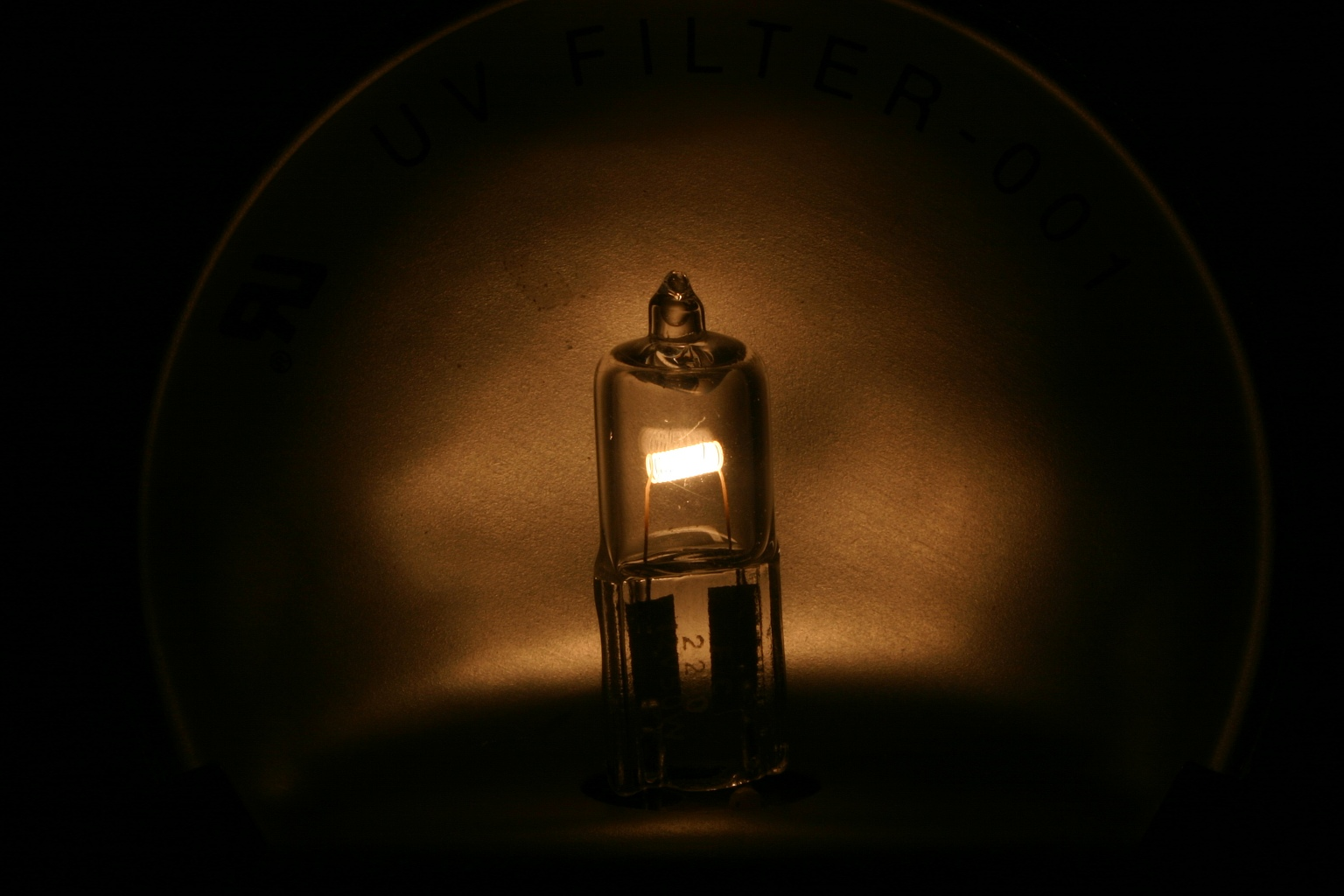
Halogenlampa

Halogenlampor innehåller en glödtråd, men gasblandningen som glödtråden omges av innehåller en halogen, vilket möjliggör starkare ljus. Halogenlampor används till exempel i strålkastare och små punktbelysningsarmaturer.
Se vidare halogenlampa.

### Kvartslampa
Se vidare Kvartslampa.

### Kvicksilverlampa

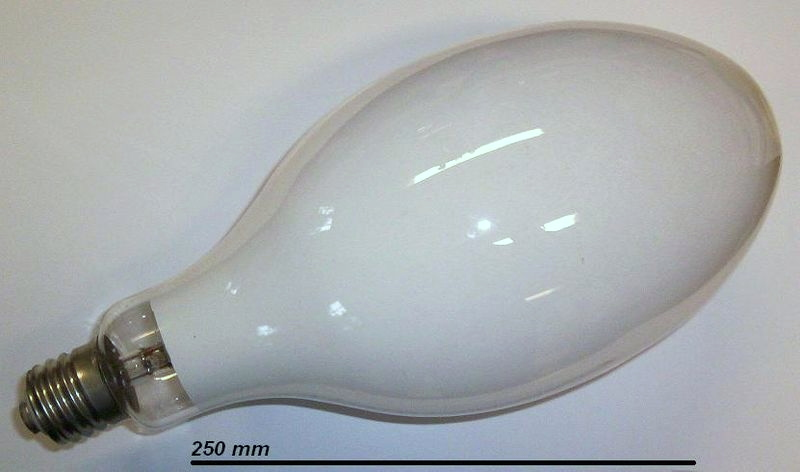
Kvicksilverlampa

Kvicksilverlampan innehåller kvicksilver i förångad form. Kvicksilverlampor används ofta i gatubelysning och annan utomhusbelysning. Den ger ifrån sig ett vitt ljus med blåaktig ton och behöver en speciella armatur för att tändas. Dessa lampor klarar väldigt högt tryck.
Se vidare Kvicksilverlampa.

### Lysdiod

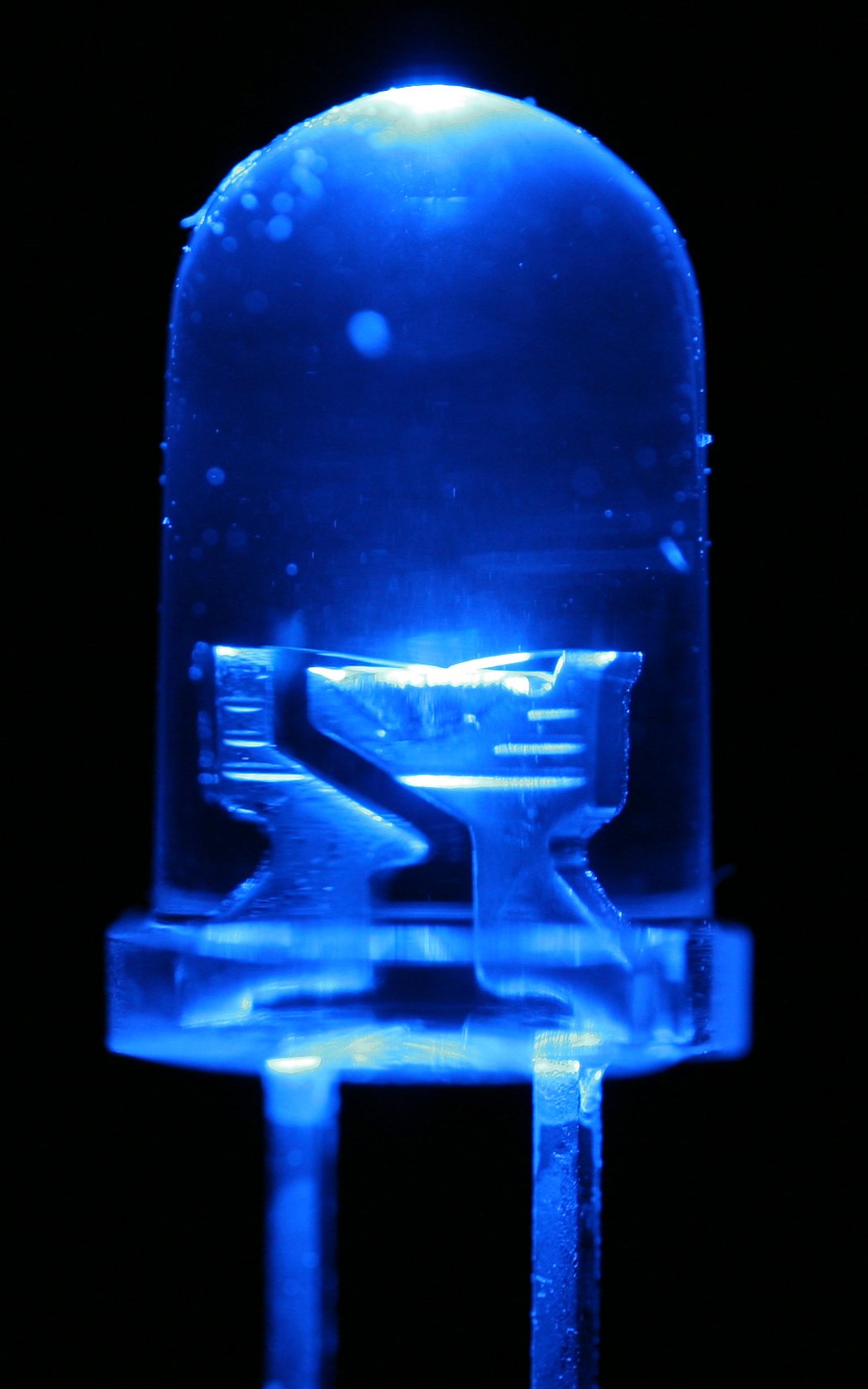
En lysdiod som levererar blått ljus

Idag finns det många olika lysdioder som används med fördel som ersättning till både halogen- och glödlampa. Fördelen med lysdioder är att den höga verkningsgraden har gjort att de alltid kan användas i energisparsyfte. 2005 levererar en lysdiod ca 100 lm/W vilket innebär ca 4 W för att ersätta en 40 W glödlampa. De har då en livslängd på 25 000–250 000 timmar.
De först framtagna lysdioderna kunde bara leverera rött ljus, men efterhand blev grönt, gult, blått ljus möjligt. Länge gäckades försöken att få fram lysdioder som avger vitt ljus, men till slut har man lyckats klara även den saken.
En praktisk tillämpning av stor ekonomisk betydelse är trafiksignaler, där det höga ljusutbytet och långt liv väl kompenserar kostnaden för det spänningsomsättningsdon, som måste till för att omvandla 230 V till diodernas driftspänning på någon enstaka volt.
Dioderna har antingen färgat skal för att ge en speciell färg eller ofärgat skal.
Se vidare lysdiod eller högeffektslysdiod

### Natriumlampa
En natriumlampa omvandlar mest energi till ljus av alla ljuskällor. Däremot är dess färgåtergivningsförmåga väldigt begränsad. Man delar upp dessa i lågtrycksnatrium och högtrycksnatrium. Detta beroende på det inre tryck man har inne i glaskolven.

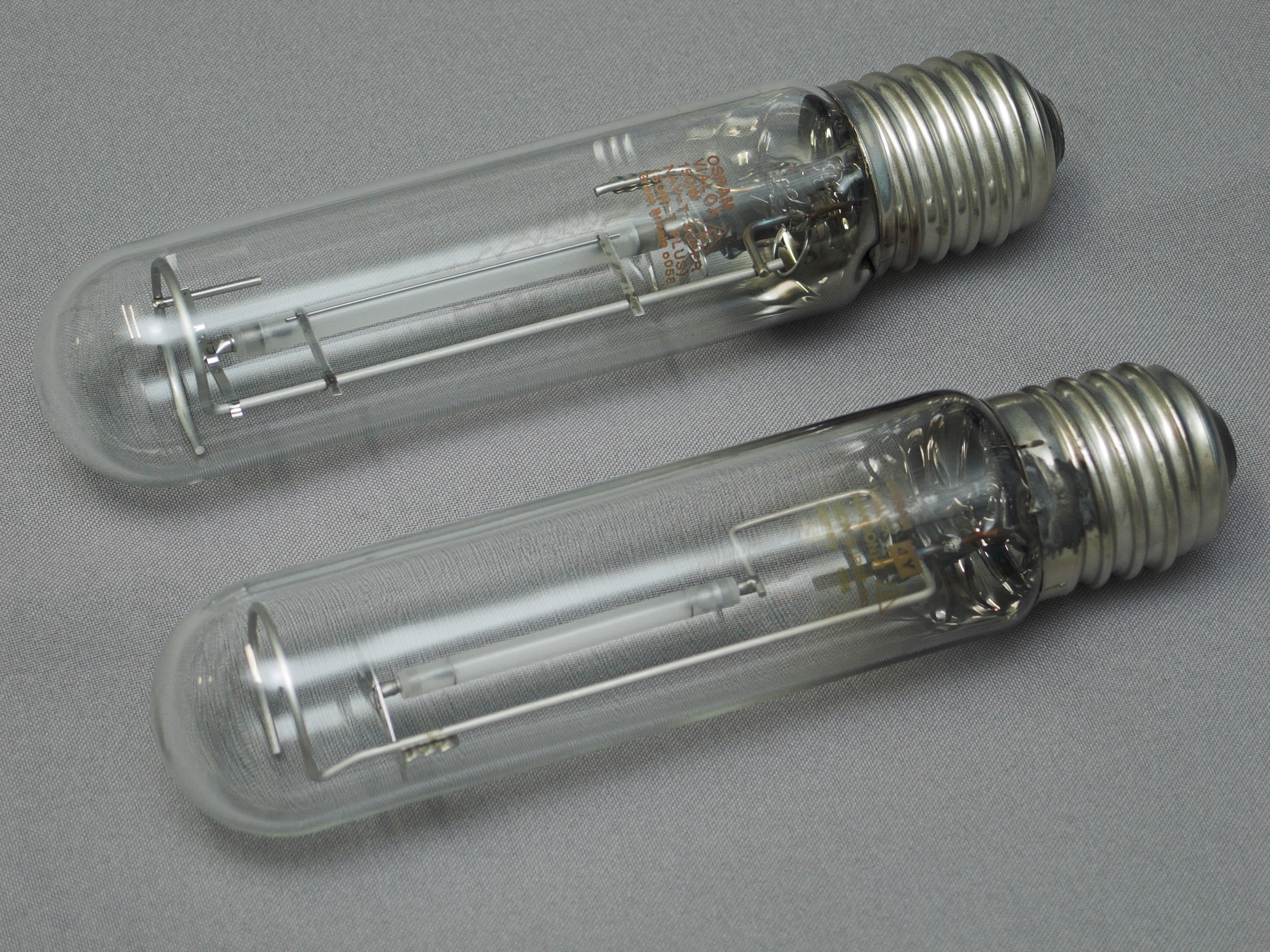
Högtrycksnatriumlampor

### Neonlampa
Lysrör innehållande neongas och/eller andra ädelgaser. Vanligt i reklamskyltar.

### Xenonlampa
Xenonlampor är urladdningsrör och har blivit vanliga i bilstrålkastare. Blixten i mobilkameror är ofta xenonblixt och är en elektrisk stöt som snabbt går igenom ett lysrör med förgasat natrium.